# 瓦曼里帕山 (聖萊昂諾爾區)
10°53′18″S 76°36′39″W / 10.88833°S 76.61083°W
瓦曼里帕山（Wamanripa），是秘魯的山峰，位於該國中南部利馬大區，由瓦烏拉省的聖萊昂諾爾區負責管轄，屬於安地斯山脈的一部分，海拔高度5,000米。